# Hokuto Shimoda
Hokuto Shimoda (jap. 下田 北斗 Shimoda Hokuto; ur. 7 listopada 1991 w Hiratsuce w prefekturze Kanagawa) – japoński piłkarz występujący na pozycji pomocnika. Obecnie występuje w Shonan Bellmare.

## Kariera klubowa
Od 2014 roku występował w klubach Ventforet Kofu i Shonan Bellmare.